# Campionato europeo di pallanuoto 1991 (femminile)
La IVª edizione del campionato europeo di pallanuoto femminile si è disputata nel contesto dei campionati europei di nuoto di Atene, dal 18 al 23 agosto 1991.
La formula del torneo è stata la stessa dell'edizione precedente, mentre le nazionali partecipanti sono state otto.

Le campionesse in carica olandesi hanno ceduto per la prima volta il titolo perdendo in finale contro l'Ungheria.

## Squadre partecipanti
GRUPPO A
- Grecia
- Italia
- Ungheria
- Unione Sovietica

GRUPPO B
- Francia
- Germania
- Gran Bretagna
- Paesi Bassi

## Fase preliminare

### Gruppo A
|    | Squadra          | Punti | G | V | N | P | GF | GS | DR  |
| -- | ---------------- | ----- | - | - | - | - | -- | -- | --- |
| 1. | Ungheria         | 5     | 3 | 2 | 1 | 0 | 33 | 11 | +22 |
| 2. | Italia           | 5     | 3 | 2 | 1 | 0 | 29 | 20 | +9  |
| 3. | Unione Sovietica | 2     | 3 | 1 | 0 | 2 | 18 | 17 | +1  |
| 4. | Grecia           | 0     | 3 | 0 | 0 | 3 | 11 | 31 | -20 |

- 18 agosto

| Ungheria         | 8 – 8  | Italia |
| Unione Sovietica | 10 – 7 | Grecia |

- 19 agosto

| Ungheria | 15 – 3 | Unione Sovietica |
| Italia   | 11 – 4 | Grecia           |

- 20 agosto

| Italia   | 10 – 8 | Unione Sovietica |
| Ungheria | 10 – 0 | Grecia           |

### Gruppo B
|    | Squadra       | Punti | G | V | N | P | GF | GS | DR  |
| -- | ------------- | ----- | - | - | - | - | -- | -- | --- |
| 1. | Paesi Bassi   | 6     | 3 | 3 | 0 | 0 | 46 | 9  | +37 |
| 2. | Francia       | 4     | 3 | 2 | 0 | 1 | 16 | 21 | -5  |
| 3. | Germania      | 2     | 3 | 1 | 0 | 2 | 17 | 24 | -7  |
| 4. | Gran Bretagna | 0     | 3 | 0 | 0 | 3 | 9  | 34 | -25 |

- 18 agosto

| Paesi Bassi | 11 – 3 | Germania      |
| Francia     | 4 – 2  | Gran Bretagna |

- 19 agosto

| Francia     | 8 – 4  | Germania      |
| Paesi Bassi | 20 – 2 | Gran Bretagna |

- 20 agosto

| Germania    | 10 – 5 | Gran Bretagna |
| Paesi Bassi | 15 – 3 | Francia       |

## Fase finale

### Semifinali
- 22 agosto

| Ungheria    | 10 – 3 | Francia |
| Paesi Bassi | 12 – 8 | Italia  |

### Finali
- 22 agosto — 7º posto

| Grecia | 10 – 2 | Gran Bretagna |

- 22 agosto — 5º posto

| Unione Sovietica | 13 – 5 | Germania |

- 23 agosto — Finale per il Bronzo

| Italia | 9 – 5 | Francia |

- 23 agosto — Finale per l'Oro

| Ungheria | 11 – 8 | Paesi Bassi |

## Classifica finale
| Campione d'Europa | Campione d'Europa | Campione d'Europa |
| --- | ----------------- | --- |
| Ungheria Szalkay · Dancsa · Gruber · Stieber · Vincze · Rafael · Tóth · Kertész · Kókai · Takács · Huff · Nagy · Rónaszéki · Szamosi, CT: Gyula Tóth. |                   | |
| Argento | Paesi Bassi       | Paesi Bassivan der Boon · Boering · Hiemstra · Spijker · Kranenburg · Beijaard · Lindhout · Kuipers · van den Water · Libregts · Schram · op den Velde · Scherrenburg · Verdam, CT: Kees van Hardeveld |
| Bronzo | Italia            | ItaliaConti, Vinciguerra, Allucci, Lariucci, Villa, Vaillant, Di Giacinto, Consoli, Marsili, Malato, Abbate, Magarelli, Canetti, Petrucci, Miceli, CT: Roberto Fiori                                   |
| 4, | Francia           | |
| 5. | Unione Sovietica  | |
| 6. | Germania          | |
| 7. | Grecia            | |
| 8. | Regno Unito       | |